# حديقة جبال شار الوطنية
حديقة جبال شار الوطنية هي حديقة وطنية في جنوب شرق كوسوفو. تبلغ مساحتها 53272 هكتار (532.72 كيلومتر مربع)، تتمركز في جبال شار الشمالية، وهي سلسلة جبال تمتد أيضًا إلى شمال شرق ألبانيا وشمال غرب مقدونيا الشمالية. تضم الحديقة تضاريس مختلفة، بما في ذلك البحيرات الجليدية والمناظر الطبيعية الألبية وشبه الجليدية.
يتمتع منتزه الجبال الوطني بمناخ ألبي، مع بعض التأثير القاري، ويتراوح متوسط درجة الحرارة الشهرية بين −1.3 درجة مئوية (29.7 درجة فهرنهايت) (في يناير) و 20 درجة مئوية (68 درجة فهرنهايت) (في يوليو)، في حين أن يتراوح متوسط هطول الأمطار السنوي بين 600 ملم و1200 مم اعتمادًا على الارتفاع.
تمثل نباتات الحديقة 1558 نوعًا من نباتات وعائية. تشمل الحيوانات 32 نوعًا من الثدييات و 200 نوعًا من الطيور و 13 نوعًا من الزواحف و 10 أنواع من البرمائيات و 7 أنواع من الأسماك و 147 نوعًا من الفراشات.
من حيث الجغرافيا النباتية، ينتمي منتزه الجبال الوطني إلى مقاطعة إليريان للمنطقة من المنطقة السيركومبوريالية في المملكة البوريالية.